# Jätten Finn

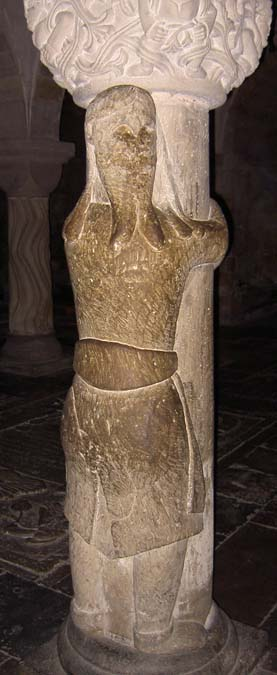
Jätten Finn kramar sin pelare

Jätten Finn är huvudfiguren i en legend och saga knuten till en mängd medeltida stenkyrkor i Skandinavien och Finland. Sägnen tros ha haft sitt ursprung i Nidarosdomen där den knutits till Sankt Olof, varifrån den spritts till andra kyrkor, särskilt till Lunds domkyrka, där den knutits till två stenpelare i kryptan. Namnet Finn torde vara hämtat från den keltiska sagogestalten Finn.
Troligen har sägnen gamla anor och släktskap med berättelsen om hur asarna anställde en jätte att bygga en mur kring Asgård.
I Norge heter sagans jätte ibland Skalle, och i Halland, där ett 30-tal varianter av legenden finns, heter jätten Spille. I en sägenvariant från Torstuna tävlar istället två jättar om att bygga varsin kyrka, Österunda och Torstuna kyrkor. Jätten vars namn avslöjas heter Tingelitut.

## Berättelsen i Lund
Enligt sagan ska han ha byggt Lunds domkyrka och samtidigt gjort en vadslagning med en präst. Ifall munken inte fick reda på Finns namn innan kyrkan var färdig skulle han ge jätten sina ögon. Just när sista stenen skulle läggas på plats kom munken springande och ropade jättens namn. Munken hade nämligen hört en jättekvinna sjunga för sina barn i deras boning i Romeleklint, och i sången nämnde hon både munkögon och pappa Finn. Jätten blev mycket arg över nederlaget. Han gick ner till kryptan, tog tag om en pelare och tänkte riva kyrkan. Men just i den stunden blev han förvandlad till sten och krympte dessutom något. Det är enligt sagan denna figur man idag kan se omfamna en pelare i kryptan i Lunds domkyrka. Pelaren kom till då domkyrkan byggdes, i början av 1100-talet.

### Variationer
I vissa versioner av berättelsen är prästen i legenden densamme som det italienska helgonet Sankt Lars till vilken Lunds domkyrka är helgad, i andra varianter är det i stället Sankt Olof.

### Övrigt

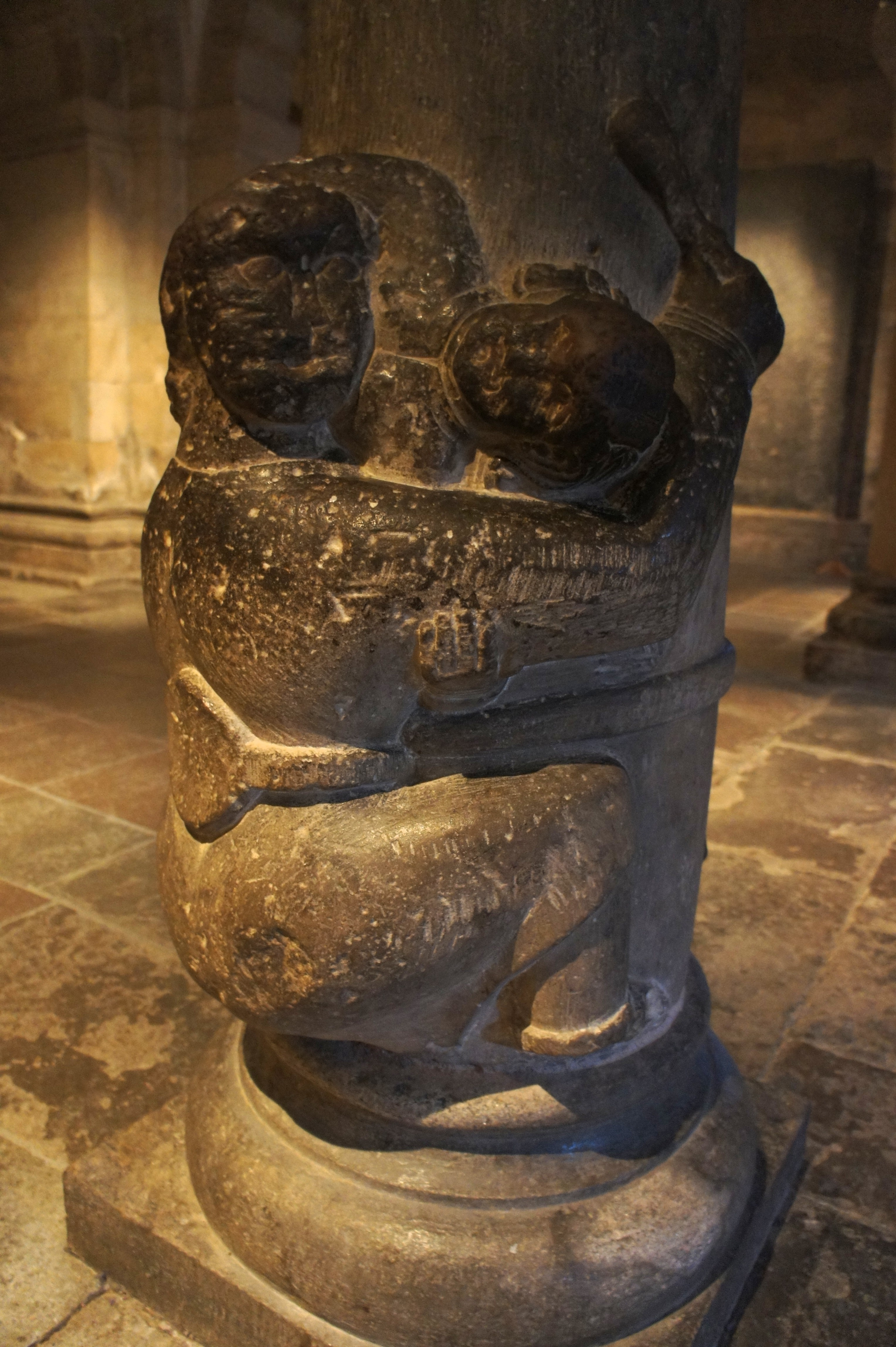
Finns hustru och ett av barnen Gerda eller Sölve

På en annan pelare avbildas en kvinna och ett barn, enligt traditionen är det Finns hustru och ett av barnen Gerda eller Sölve. Mer jordnära teorier är att skulpturen föreställer den bibliske Simson eller hyllar de italienska murarfamiljer som uppförde kyrkan. Studentföreningen Lunds nation har grundat Finnorden till jättens ära. August Strindberg ansåg att Jätten Finn var djävulen.
Andra teorier
Byggmästarsägnen berättas i hela norra Europa, från Estland till Bretagne. Sägnen är besläktad med den norröna myten (i Snorre Sturlussons Edda) om jätten som skulle bygga muren kring Asgård och få Freja, sol och måne som ersättning om muren blev klar till sommaren. I sista stund räddade Loke asarnas nya värld. Byggmästarsägnen har troligen sina rötter i gamla skapelsemyter, som handlar om den gamla tidsålderns undergång och den nya världens skapelse. Den gamla härskaren och den nya in spe tävlar, slår vad eller spelar om vem som ska härska i den nya tidsåldern. Vinnaren blir den nya guden, och förloraren får ge sin kropp eller sina krafter till den nya tidsåldern. Ögonen blir den nya världens sol och måne, "himmelen hans huvudskalle" och ofta får förloraren likt Simson driva den stora gudarnas kvarn som mal långsamt. Denna kvarn är himlavalvet som roterar över jorden och som skapar tiden och tidsåldrarna. (Se Giorgio de Santilla och Hertha von Dechend: Hamlets Mill 1969, Lone Mogensen: Himalsagor och stjärnmyter 1996 samt även äldre diskussioner av t.ex. C. W. von Südow, Mai Fossenius, Jöran Sahlgren).
Finnfiguren kändes förmodligen igen av Lundaborna som den gamla förloraren i denna myt. Kolonnen visar tydliga tecken på att ha varit mycket längre (förmodligen lite över tre meter), och den kan ursprungligen ha stått i högkyrkan eller ingången tillsammans med sin moatjé på kolonnen i söder. (Denna kan illustrera legenden/sägnen om mirakelbarnet som hjälper byggmästaren att resa sin kolonn). Skulpturen har utsatts för "renhuggning" i slutet av 1700-talet, dvs dess yta med ansiktsdrag, hårlockar och klädesdetaljer höggs bort av estetiska skäl.